# Rovito
Rovito (Ruvìtu in dialetto cosentino) è un comune italiano di 2 920 abitanti della provincia di Cosenza in Calabria. Il nucleo principale, a 744 metri s.l.m., è posto alle falde sud-occidentali della Sila Grande, a breve distanza da Cosenza, nell'area geografica della Presila cosentina. È facilmente raggiungibile da ogni dove essendo servito dalla superstrada "Paola - Crotone" che congiunge i mari Ionio e Tirreno, questi ultimi facilmente raggiungibili in pochissimo tempo. Pochi chilometri, pure, la separano dall'altopiano della Sila (altitudine media superiore a 1300 mt s.l.m.). Il nome di Rovito è rimasto tra le pagine della storia che segnano l'Unità d'Italia per l'ardimentosa e sfortunata spedizione dei fratelli Bandiera.
Nel "Vallone di Rovito" (che ricade però nel territorio del comune di Cosenza), trovarono la morte l'11 luglio 1844, i patrioti calabresi Pietro Villacci, Antonio Raho (suicidatosi il giorno precedente), Nicola Corigliano, Giuseppe Franzese, Santo Cesario e Raffaele Camodeca, coinvolti nei moti di Cosenza del 15 marzo, e successivamente, il 25 luglio successivo, i fratelli Bandiera, Nicola Ricciotti, Giovanni Venerucci, Anacarsi Nardi, Giacomo Rocca, Domenico Moro, Francesco Berti e Domenico Lupatelli, tutti patrioti italiani dagli ideali Mazziniani, parte della spedizione di 21 persone salpate da Corfù sul trabaccolo San Spiridione del capitano marittimo Mario Caputi, che lo comandava, spedizione, quella dei Bandiera, che aveva l’intento di fornire appoggio ai moti sopracitati nell'errata convinzione che stessero avendo successo.
Appartengono al comune di Rovito le frazioni Pianette (m 573 s.l.m.), Motta (m 679 s.l.m.), Flavetto (m 671 s.l.m.), Bosco (m 300 s.l.m.), Cavallo Morto (m 416 s.l.m.), Episcopani (m 430 s.l.m.) e Rianico (m 470

## Monumenti e luoghi d'interesse
La sua storia per lungo tempo è accomunata a quella degli agli altri casali. Vi si erge la chiesa di Santa Barbara, attuale parrocchia, in stile romanico-gotico con sovrapposizioni barocche apportate dopo il restauro effettuato nel 1630. La facciata è a doppio spiovente con portale e rosoni gotici e ricorda la cattedrale di Cosenza. L'interno è trinavato con 4 colonne che reggono 5 arcate su una delle quali è incisa una data: 1556; il soffitto è ligneo. Qua e là frammenti architettonici di pietra (500-700). Il fonte battesimale, cinquecentesco, in pietra lavorata, poggia su un leone accovacciato.
Degni di nota sono i lavori lignei, opera di maestranze roglianesi del 600; le cose migliori sono visibili nella cappella degli Arnone eretta nel 1630. Ai lati dell'arco santo, monumenti sepolcrali in tufo della famiglia Arnone; sulla destra, tela di ignoto raffigurante San Tommaso d'Aquino datata 1737. Nell'abside, pala d'altare di legno scolpito all'interno della quale sono racchiuse delle tele raffiguranti il Martirio di Santa Barbara e santi e due statue lignee del XVII secolo raffiguranti Santa Barbara e Santa Caterina d'Alessandria; ai lati due dipinti su cui sono effigiati i SS. Pietro e Paolo entrambi del 700.
La chiesa della Riforma presenta un portale in pietra del 1634; tale data ricorda il tempo in cui la struttura, inizialmente dedicata a San Pietro, venne affidata ai Riformati di San Francesco d'Assisi. L'interno, barocco, è caratterizzato da un soffitto ligneo seicentesco dipinto con al centro l'iscrizione: "A. Reda pinse nel 1746". La cantoria reca, al centro, un dipinto raffigurante re Davide con una suonatrice d'arpa. A partire dalla destra, abbiamo: dipinto datato 1735 raffigurante Sant'Antonio che prega; sullo sfondo la chiesa della Riforma, in basso uno stemma (mano con pugnale sopra tre strisce chiare su fondo scuro). Segue un olio su tela di Cristoforo Santanna del 1792 raffigurante San Michele Arcangelo; più avanti, statue lignee ottocentesche dei SS. Francesco d'Assisi e Antonio da Padova. Sull'altare maggiore in legno, opera di maestranze provinciali del 700, statua dell'Ecce Homo e i dipinti raffiguranti San Pietro, San Paolo e, in alto Santa Chiara e altro santo, tutte opere di ignoti di fine 700. Inoltre, statua dell'Immacolata dell'800, statua lignea di Santa Filomena dell'800, pulpito ligneo del 700 con raffigurazioni dell'Immacolata e stemmi. Altri dipinti sono dedicati a Sant'Umile da Bisignano (800), a San Pasquale di Baylon (1735), all'Immacolata (700).
Nella chiesetta di Loreto, altare ligneo con pregevole statua della Madonna di Loreto del sec. XVII e i seguenti dipinti di ignoti artisti: Santa Filomena (700), Immacolata (700), San Camillo (700), Madonna del Rosario (fine 700 - inizi 800).

## Società

### Evoluzione demografica
Abitanti censiti

### Tradizioni e folclore
Pur essendo S. Barbara la Patrona di Rovito, è ormai consuetudine festeggiare nel centro storico, la ricorrenza della festa della Madonna della pietà, alla quale è consacrata la chiesetta caratteristica situata tra i castagni subito oltre il centro abitato.
I festeggiamenti, religiosi e civili, ricorrono come per tradizione, alla seconda domenica di settembre.
Rilevante è poi la sagra dedicata agli Arnedos, antica famiglia di origine spagnola, molto potente, che dimorava a Rovito ed estintasi da un paio di secoli. La sagra che li ricorda, si svolge tra l'antico borgo (frazione) di Motta, ed è caratterizzata da storie, musiche, canti, strumenti e cibi prettamente tradizionali. La sagra si svolge l'ultimo venerdì e sabato di agosto.